# Церква Покрови Пресвятої Богородиці (Чернелів-Руський)
Церква Покрови Пресвятої Богородиці в Чернелові-Руському — парафія і храм греко-католицької громади Великобірківського деканату Тернопільсько-Зборівської архієпархії Української греко-католицької церкви в селі Чернелів-Руський Тернопільського району Тернопільської области.
Оголошена пам'яткою архітектури місцевого значення.

## Історія церкви
Церква Покрови Пресвятої Богородиці освячена 14 жовтня 1912 року. Її будівництвом керував отець Микола Михалевич, який понад 40 років служив на парафії. Храм звели за кошти парафіян та за значної підтримки громадського діяча Антіна Кунька. Проєкт розробив архітектор Олександр Лушпинський, а будівництвом керував Дмитро Фалендиш. Половину суми на спорудження пожертвував митрополит Андрей Шептицький.
З 1947 року парафія належала до московського православ'я, а в 1962 році її діяльність була припинена державною владою. У 1988 році храм відкрили на прохання громади, але вже як православний. Наприкінці 1989 року парафія повернулася в лоно УГКЦ, і почалося стрімке відродження святині. За кошти парафіян храм оновили, а 14 жовтня 2009 року освятили нову дзвіницю.
З 1988 року при церкві діє хор, започаткований Зеновієм Івахівим та Степаном Строценем, яким зараз опікуються Олег Сидор і Марія Думанська. На парафії є чимало пам'ятних місць:
- у 1995 році відновлено хрест на честь скасування панщини 1848 року.
- у 1990-х роках сім'я Григорія Паробка встановила капличку та хрест в урочищі Кринички, де щороку освячують воду на Водохреща.
- у 2001 році встановлено пам'ятник о. Миколі Михалевичу, створений скульптором Василем Садовником.
- на місцевому цвинтарі відновлено могилу о. М. Михалевича.
- на полях є хрест з написом «Терпів за нас страсти, Ісусе Христе, сину Божий, помилуй нас. Лан Пшеничного, 1908 р.».
- біля символічної могили Борцям за волю України та пам'ятника загиблим у Другій світовій війні щороку проводяться молебні та панахиди.

## Парохи
- о. Тимофій Залуський (1832),
- о. Михайло Бачинський (1841),
- о. Громницький (помер у 1870),
- о. Микола Михалевич (1871—1914),
- о. Степан Боне (1926),
- о. Григорій Островський,
- о. Василь Подолянчук (1930—1943),
- о. Григорій Галайко (1989—1998),
- о. Іван Гавліч (з грудня 1998).